# Свети Пантелеймон (Просечен)
Вижте пояснителната страница за други значения на Свети Пантелеймон.
„Свети Пантелеймон“ (на гръцки: Αγίου Παντελεήμονος) е средновековна православна църква край драмското село Просечен (Просоцани), Егейска Македония, Гърция.

## История
Църквата е била католикон на манастир. Според османски регистър от 1478 година близо до Посечен има село Пантолимон, част от Драмска каза, с 16 християнски домакинства. Изброените селскостопански продукти са: пшеница, ечемик, овес, ръж, леща, шафран, плодове, памук, зеленчуци, слама, лозя, чай и вино. Облагат се и шест воденици, очевидно на брега на Панега.
Църквата датира от втората половина на XIII век. В 1915 година църквата е обновена.

## Архитектура
В архитектурно отношение е еднокорабен компактен храм с вписан кръст със съотношение 1:2,2. Първоначалните външни размери са 5,90 на 7,30 m без апсидата. От стария храм са оцелели само северните и източните части. Апсидата отвътре е полукръгла, а отвън е била тристранна. От двете си страни има керамопластична украса. Запазена добре е и северната част, която също има тухлена украса. В зидарията са използвани архитектурни елементи от по-стари сгради. Виждат се влияния от константинополските (в арките и южната страна) и солунските храмове (полуседмоъгълната конха със слепи арки на апсидата).